# Pilomecyna serieguttata
Pilomecyna serieguttata là một loài bọ cánh cứng trong họ Cerambycidae.